# يوهان غوتليب غولدبرغ
يوهان غوتليب غولدبرغ (بالألمانية: Johann Gottlieb Goldberg)‏ هو ملحن وعازف بيانو ألماني، ولد في 14 مارس 1727 في غدانسك في بولندا، وتوفي في 13 أبريل 1756 في درسدن في ألمانيا بسبب سل.

## وصلات خارجية
- يوهان غوتليب غولدبيرغ على موقع ميوزك برينز (الإنجليزية)
- يوهان غوتليب غولدبيرغ على موقع ديسكوغز (الإنجليزية)